# Пенис при човека
Пенисът, или половият член, е орган от мъжката полова система. Освен за оплождане при копулация, половият член служи и при уриниране.
За да се осъществи копулация, пенисът трябва да е в състояние на ерекция. 

## Анатомия
Човешкият пенис се състои от еректилна тъкан, обособена в три елемента:
- две пещеристи тела
- едно гъбчесто тяло

Гъбестото тяло се намира от долната страна на пениса, а пещеристите тела са разположени успоредно едно до друго, от горната му страна. Краят на гъбестото тяло е уголемен е конусообразен, което оформя главичката на пениса. Тя е покрита от кожна гънка, наречена препуциум, която може да се изтегля назад, за да се оголи главичката. Препуциумът се държи за нея посредством юздичка, наричана френулум.
Пикочният канал, още наричан уретра, е крайният елемент на пикочния тракт. Той преминава през гъбестото тяло и завършва с продълговат отвор на върха му. Този отвор е изход едновременно и за урината и за спермата. Последната се произвежда в тестисите и се съхранява в епидидима. При еякулация, сперматозоидите се придвижват през семепроводите, които преминават зад пикочния мехур. В семенното мехурче, те биват примесени със семенна течност и преминават през семенните канали. Там се добавят допълнителни секрети – от простатата и от кауперовата жлеза, след което течността се извежда през пениса вън от тялото.
От върха на пениса, през скротума до перинеума, по кожата преминава добре видим ръб. Той е резултат от формирането на половите органи по време на ембрионалното развитие.

## Културни аспекти

### Етимология и синоними
Пенис идва от латинското penis, което означава „опашка“.
Думата фалос идва от латинското phallus, което на свой ред е заемка от гръцката φαλλος.
Традиционната дума за полов член в българския език е общославянската „хуй“, която днес е смятана за вулгаризъм. Бившият евфемизъм „кур“ с първоначално значение „петел“, днес също е вулгаризъм.

### В митологията
В някои древни народи, на пениса се придава решаващо значение и той е обожествяван като символ на производителната сила на природата. Тази нагласа се означава с термина „фализъм“. 
Основен символ на индийския бог Шива е фалосът, линга, въплъщаващ съзидателните аспекти в образа на бога. Изображението на линга като каменна колона, крепяща се на йони, символът на женското начало, е разпространено из цяла Индия и представлява главен обект в култа към Шива. В Махабхарата (XIII, 14, 33) мъдрецът Упаманю говори, че знакът на сътворението е не лотосът (знакът на Лакшми), не дискът (знакът на Вишну), не ваджра (знакът на Индра), а тъкмо лингът и йони, и оттам Шива е върховният бог и създател на света и главен бог в индийския митологически пантеон.

### В обичаите
В Европа
През късното Средновековие и Ренесанса благородните мъже слагат подплънки върху гениталиите си, символизиращи огромни пениси, наричани на английски codpiece, а на руски гульфик.
В България
При някои фолклорни обичаи в град Неделино се използва нож, който според Светозар Любомиров може да се разглежда като фалически символ.

## Физиология
При навлизане в пубертета, пенисът, скротумът и тестисите започват да се развиват. По време на процеса се появява окосмяване над и около пениса. Мащабно проучване сред хиляди 17- и 19-годишни младежи не установява разлика в средния размер на пениса между 17- и 19-годишните. От това може да се заключи, че растежът на пениса обичайно завършва на 17-годишна възраст или дори по-рано.

### Ерекция
Ерекция е втвърдяване и изправяне на пениса, което е резултат от сексуална възбуда, въпреки че може да се получи и в несексуални ситуации. Главният физиологичен механизъм, който предизвиква ерекцията, е автономно разширяване на артериите, доставящи кръв на пениса. Това позволява повече кръв да изпълва трите еректилни тела, което удължава и втвърдява пениса. Така увеличената еректилна тъкан притиска вените, чрез които кръвта се оттича от пениса. Продължава да нахлува повече кръв, отколкото да изтича, докато се установи равновесие, при което еднакъв обем кръв навлиза в разширените артерии и излиза от притиснатите вени; при това равновесие се постига постоянен размер на ерекцията.
Ерекцията подпомага половия акт, въпреки че тя не е съществена за други сексуални практики.

### Обрязване
Най-разпространената форма на генитална промяна е обрязването – премахване на част от препуциума поради културни или религиозни съображения.
При вродени заболявания като фимоза (невъзможност на пениса да излезе от препуциума) се налага хирургическо отстраняване на препуциума.

### Размер
Най-големият официално документиран човешки пенис е с дължина 34,3 cm и дебелина 15,9 cm. 
Въпреки че резултатите от проучванията се разминават, съществува съгласие, че средната дължина на възбуден човешки пенис е приблизително 13,7 cm, като по-голямата част от мъжете попадат в интервала между 13,5 и 16 cm. Типичната обиколка е приблизително 12,3 см.
Научен проект, обобщаващ няколко публикувани проучвания на лекари от различни националности, показва, че по света средният размер на пениса варира между 9,6 и 16 cm. Изказано е предположение, че това зависи не само от генетиката, но и от фактори на околната среда като култура, диета, химическо/природно замърсяване и др.
Пенисите на обрязаните мъже са средно с 8 милиметра по-къси във възбудено състояние в сравнение с тези на необрязаните.